# Iñaki Martiarena
Iñaki Martiarena Otxotorena,  más conocido como Mattin, es un ilustrador de cómics en euskera, nacido en San Sebastián (Guipúzcoa) en 1967. Formado como Licenciado en Ciencias de la información, se ha movido en varios campos de la ilustración: humorismo gráfico, diseño, cómic, caricatura. Ha colaborado con autores de literatura vasca infantil y juvenil ilustrando sus trabajos.

## Trayectoria como ilustrador
Ha publicado y publica cómics en diferentes medios. Entre otros : Euskaldunon Egunkaria, Napartheid, la revista infantil en euskera Ipurbeltz, publicada entre 1977 y 2008, Gaztezulo, la revista Aizu ! publicada por AEK, la revista Irutxulo publicada por Argia y Bagera. 
En el suplemento infantil llamado Manttangorri del periódico Berria publica todos los sábados las historias de su personaje Belardo, y antes publicaba en Euskaldunon Egunkaria hasta el cierre de este periódico.
En su opinión no es un trabajo sencillo publicar en prensa.
En el año 1998 se inicia como ilustrador de literatura Infantil y Juvenil, publicando desde entonces con frecuencia.
Entre sus trabajos ilustrados destaca el publicado en colaboración con el escritor Mitxel Murua, titulado Maripuzker, seleccionado para el concurso de la XIX Bienal de Bratislava.
Ha realizado para entidades sociales carteles, pegatinas e ilustraciones en diferentes soportes (para colectivos antimilitaristas, antitaurinos, anti Y vasca. 
En 1995 publicó sus ilustraciones, junto a los versos de Manu Gómez en el título a favor de la insumisión Zulo beltzean
En el año 2004 participa en la publicación del título Ez naiz pegata hutsa!: Gladys eguzkiarekin maitemindu zenekoa editada con ocasión del 25 aniversario del fallecimiento de la ecologista Gladys del Estal.
Por compomiso militante participa también en el año 2000 publicando una tira en la revista Aizu! en favor de la entidad AEK.
Ha colaborado también con grupos musicales, colabora con el músico Morau.
Ha impulsado proyectos que mezclan la narración de cuentos y la ilustración: En el año 1999 con Ixabel Agirresarobe creó el espectáculo Irudipuinak, basado en para cuentos vascos clásicos.
Individualmente también ha mezclado narración e ilustración, o en colaboración con otros narradores en otras ocasiones.

### Como ilustrador de cómic
En varias publicaciones crea personajes e historietas propios.
- 1888- revista Argia. Con guion de Andoni Tolosa Personaje: Bocarta el detective,
- 19990- revista Argia. Responsable del suplemento de cómic TXT
- 1991- revista Irutxulo : Personajes: Moko y Karmele
- 1991- revista Entzun :  No future, no present
- 1991- revista Aizu:  Irrintzia
- 1996 -revista infantil Ipurbeltz:  historietas de una niña pelirroja : Kattalingorri
- 2003 – periódico  Mantangorri, suplemento sabatino infantil de Berria, personaje Belardo[7]

### Influencias
Entre sus referencias podemos mencionar al inglés, Thomas Rowlandson (1756-1827), al francés Honoré Daumier (1808-1879), al alemán Wilhelm Busch (1832-1908) y al ilustrador vasco Jon Zabalo «Txiki» (1892-1948).

### Técnica
En cuanto a técnicas y formatos, además de la tinta china emplea las témperas, el dibujo y el ordenador.

## Trabajos
Son múltiples sus trabajos.
- Zulo beltzean (1995).

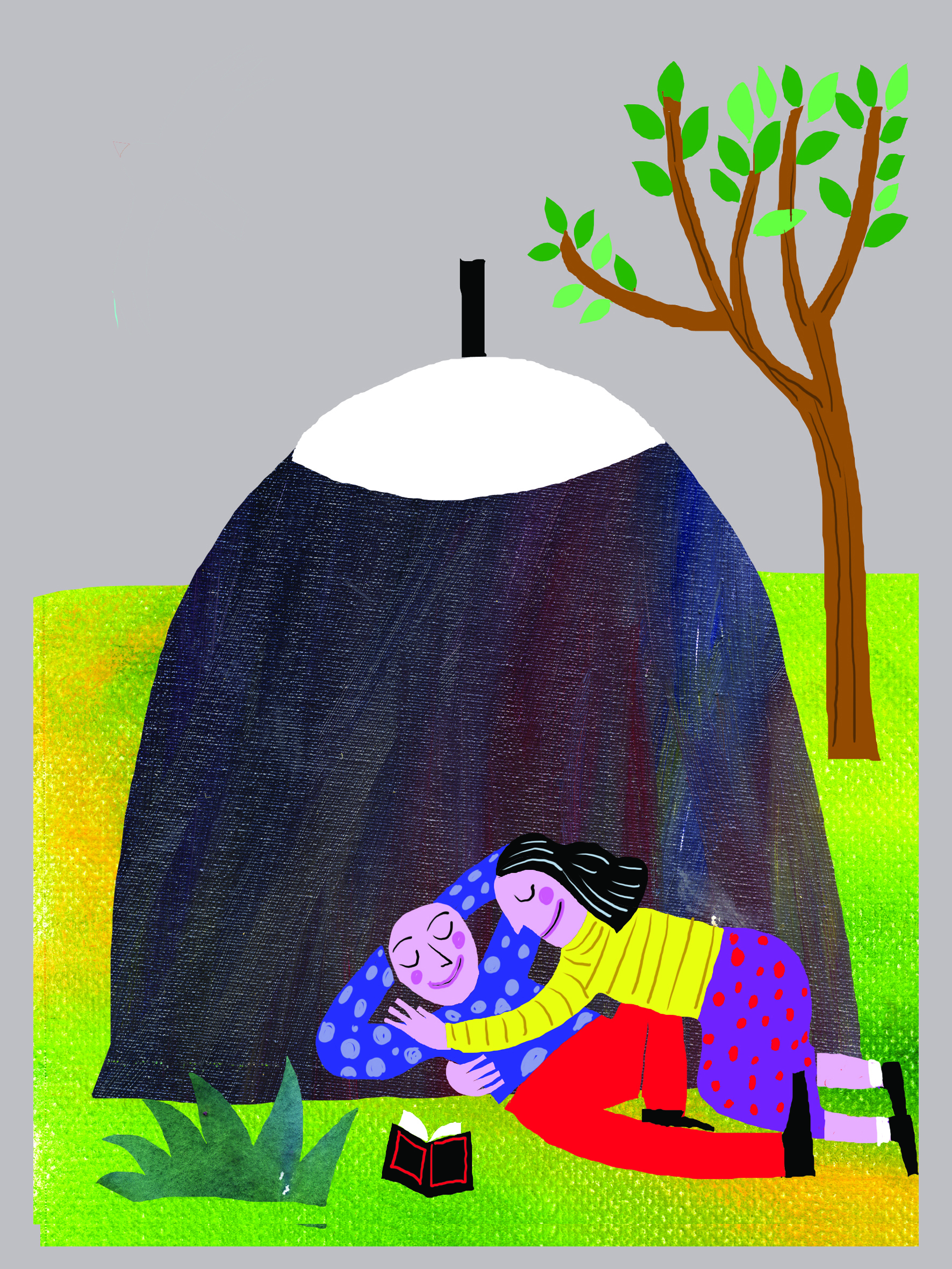
Gozo-gozo, ilustración de Mattin

- Nire kalea. Pedro Alberdi, Iñaki Martiarena "Mattin" (Erein, 1995)
- Lapitz baten ibilerak. Maite González Esnal, Iñaki Martiarena "Mattin" (Erein, 1998).
- Ibaiko dama. Jorge G. Aranguren, Iñaki Martiarena "Mattin"  (Erein, 1999)
- Asiakleta. Amaia Elosegi, Iñaki Martiarena "Mattin" (Erein, 2000).
- Risky eta bere lagunak. Joxemari Iturralde, Iñaki Martiarena "Mattin" (Elkar, 2000)
- Riskyren bihurrikeriak. Joxemari Iturralde, Iñaki Martiarena "Mattin" (Elkar, 2001)
- Yako. Ixiar Rozas, Iñaki Martiarena "Mattin" (Erein, 2001).
- Ni ez naiz umea!. Joxemari Iturralde, Iñaki Martiarena "Mattin" (Erein, 2001).
- Josu Azalaren abenturak. (2006) Iñaki Zubeldia, Iñaki Martiarena "Mattin" (Ibaizabal, 2001).
- Maripuzker. [[Mitxel Murua, Iñaki Martiarena "Mattin"  (Elkar, 2002)
- Riskyren barrabaskeriak. Joxemari Iturralde, Iñaki Martiarena "Mattin" (Erein, 2002).
- Yako eta haizea. Ixiar Rozas, Iñaki Martiarena "Mattin" (Erein, 2002).
- Moko eta Karmele (2003)
- Ez naiz pegata hutsa!: Gladys eguzkiarekin maitemindu zenekoa (2004)
- Jokin Galtxagorri, Jesús Mari Txiliku, Iñaki Martiarena "Mattin" (Elkar,  (2004).
- Yako eta lurra. Ixiar Rozas, Iñaki Martiarena "Mattin"  (Elkar, (2004).
- Metro bateko letrak. Julen Gabiria, Iñaki Martiarena "Mattin" (Elkar, 2005).
- Gure mundu txikitik. Varios autores. Iñaki Martiarena "Mattin" (2005)
- Ur-aparretan. Karlos Gorrindo, Iñaki Martiarena "Mattin" (Desclee de Brouwer, 2006).
- Mattinen haserrea. Antton Kazabon Amigorena, Iñaki Martiarena "Mattin" (Aizkorri, 2006).
- Josu Azalaren abenturak. Iñaki Zubeldia Otegi, Iñaki Martiarena "Mattin" (Ibaizabal, 2006).
- Alimaleko fantasiak. Antton Dueso, Iñaki Martiarena "Mattin" (Elkar, (2006).
- Hogeita sei urte geroago. Karlos Linazasoro, Iñaki Martiarena "Mattin" (Erein, 2006)
- Olibia, Risky, Txop Suey eta Mohamed. Joxe Mari Iturralde. Iñaki Martiarena "Mattin" (Elkar, 2007).
- Txikimundi (Gure mundu txikitik). Varios autores. Iñaki Martiarena "Mattin" (Elkar, (2007).
- Riskyren ipuin politenak. Joxemari Iturralde,  Iñaki Martiarena "Mattin" (2009).
- Haixe adina. Edad del pavo.  Kristina Enea Fundazioa, Iñaki Martiarena "Mattin" (2009).
- Patzikuren problemak Katixa Agirre, Iñaki Martiarena "Mattin" (Elkar (2010).
- Haixe adina. Edad del pavo. Kristina Enea Fundazioa, Iñaki Martiarena "Mattin" (2009).
- 1002. gaua Xabier Mendiguren, Iñaki Martiarena "Mattin" (Pamiela, 2010).
- Haixe adina. Edad del pavo. Kristina Enea Fundazioa, Iñaki Martiarena "Mattin" (2011).
- Haixe adina. Edad del pavo. Kristina Enea Fundazioa, Iñaki Martiarena "Mattin" (2012).
- Haixe adina. Edad del pavo. Kristina Enea Fundazioa, Iñaki Martiarena "Mattin" (2013).
- Sua itzali, hiria piztu. Donostia Sutan 1813-2013 con editorial Elkar  (2013).
- Haixe adina. Edad del pavo. Fundación Kristina Enea Fundazioa, Iñaki Martiarena "Mattin" (2014-2015).
- Txoriak ezkutatzen zuena Ainara Sáez, Iñaki Martiarena "Mattin" (2015).
- Zarrakamalda. Iñaki Martiarena "Mattin" (editorial Txalaparta, 2016)

## Exposiciones
Ha expuesto sus trabajos en varias exposiciones: 
- 1996: Exposicíon de caricaturas en Renteria, Guipúzcoa.

- 2011 — Exposición de Iñaki Martiarena., Biblioteca Central Infantil , abril de 2011, San Sebastián[9]

- 2014— Exposición de Iñaki Martiarena: Cartooning for Peace | Dessins pour la Paix”  ., 2014, San Sebastián[10]

- 2015 — Iñaki Martiarena: Exposición . Noticia en Tolosaldeko Ataria Ibarra, 2015 Guipúzcoa.[11]

- 2016 — Ilustratzailearen txokoa = Rincón del Ilustrador: Iñaki Martiarena., Casa de Cultura de Ayete , del 23 de febrero al 27 de mayo de 2016, San Sebastián[8]

- 2017 — Musika musuka: Mattin, Fundación Kutxa Kultur, del 25 de abril al 28 de mayo de 2017, San Sebastián[7]

## Méritos
- 2003- Mención en la Bienal de Bratislava con el título “Maripuzker”
- 2011- La OEPLI prensenta al autor en la Bienal de Bratislava con la obra “Edad del pavo = Haize adina”[8]

## Premios
- XXXI Concurso de Cómic Noble Villa de Portugalete, por el trabajo Lore denda (2017)[7]
- Premio de Cómic del Gobierno Vasco (1988)
- Premio del Cómic Ayuntamiento de Portugalete (1989)
- Concurso de Cómic organizado por la revista Baleike de Zumaya (1995)